# Langwiesenbach (Stainzbach)
Der Langwiesenbach, auch Langwiesbach genannt, ist ein rechter Nebenfluss des Stainzbaches in der Weststeiermark. Er hat in der digitalen Gewässerkartei der Steiermark die Nr. 2241.

## Lauf
Der Langwiesenbach fließt seit der Gemeindezusammenlegung 2015 vollständig in der Gemeinde Stainz. Er entspringt in der Katastralgemeinde Kothvogl dieser Gemeinde im Norden des Geländeriegels zwischen Tomberg und Kothvogleck in einem bewaldeten Graben. Dieser Graben liegt im Gemeindewald, dessen Untergrund aus Meeressedimenten der ehemaligen Florianer Bucht besteht. Diese Gesteine sind Reste ehemaliger Meeresbedeckung und von Meeresstränden vor rund 10 ± 5 Millionen Jahren aus dem Miozän sowie darauf folgender Ablagerungen von Fluss-Schottern.
Der Bach fließt danach zwischen Wiesen im Tal zwischen Tomberg und Kothvogl zunächst nach Norden, wo sich in einem Gebiet, das in den Katasterplänen als „Langäcker“ bezeichnet wird, einige Fischteiche befinden (die Länge der Ackergrundstücke unterscheidet sich nicht von der Länge anderer Äcker dieses Gebietes, siehe den Abschnitt über den Namen). Weiter geht der Lauf des Langwiesenbaches dann auf einer Schotterterrasse des Stainztals, die als „Stainzfelder“ bezeichnet wird, durch einen Durchlass unter der Radlpass Straße B 76 nach Osten. Dieses Gebiet ist eine Flussterrasse, die in der letzten Eiszeit (Würm-Kaltzeit) entstanden ist.
Ab dort bildet er die Grenze zwischen der Katastralgemeinde Graschuh und der KG Stainz, bis 2014 war dies die Grenze der Ortsgemeinden Rassach und Stainz. Ungefähr 400 Meter weiter führt über ihn kurz vor der Eisenbahneinfahrt in den Bahnhof Stainz die Brücke der Stainzerbahn. Danach fließt der Bach durch das Gebiet der ehemaligen Zündholzfabrik in Stallhof und bildet die Grenze zwischen den Katastralgemeinden Stallhof und Graschuh. Die Landesstraße L 617 Mettersdorfer Straße führt mit einer Brücke über den Bach, östlich davon ist der Bachlauf die Grenze zwischen den KG Stallhof und Herbersdorf der Gemeinde Stainz. Der Langwiesenbach mündet östlich der Kläranlage bei Laufkilometer 11,773 von rechts in den Stainzbach.
An der Eisenbahnbrücke befindet sich der Hans-Neubauer-Naturpark, eine kleine Grünanlage mit einem Wegkreuz.
Der Lauf des Langwiesenbaches wurde in den Jahren um 1980 im Rahmen der Regulierung des Stainzbaches stark verändert, seine früheren Mäander begradigt. Die Grundstücks- und Katastralgemeindegrenzen wurden nicht an den neuen Lauf angepasst, sodass der frühere Verlauf des Bachbettes an diesen Grenzen sichtbar ist.
Ein kleines Gehölz steht als „Auwaldrest bei Stallhof (Herbersdorf)“ in der Katastralgemeinde Herbersdorf unter Naturschutz (Schutzgebiet NSG-c21). Es liegt südlich des Langwiesenbaches in der Nähe seiner Mündung in den Stainzbach und ist ungefähr 0,7 ha groß. In diesem Auwald befinden sich mehrere Tümpel. Die Tümpel sind mit Pflanzen (Schwimmblattzone, submerse Laichkrautzone) bedeckt, ihre Ufer weisen Großseggenriede (Verlandungszonen) auf. Ein Entwässerungsgraben im Naturschutzgebiet ist Lebensraum für Froschlöffel, Sumpf-Schafgarbe und andere Pflanzen, die auf diese Lebenszone spezialisiert sind. Das Schutzgebiet ist gefährdet, weil seine Fläche zu klein ist, um es vor nachteiligen Einwirkungen abzuschirmen.

## Name
Der Name hat nichts mit der Länge einer Wiese zu tun, sondern wird aus dem Slawischen oder Keltischen abgeleitet: Laane bedeutet im Sprachgebrauch des Gebietes einen Flussarm.
Der Name hängt mit dem Lauf des Baches in feuchten Wiesen zusammen (aus slawisch lonka, Lokativ lonce
oder aus *lǫka „feuchte Wiese“).
Dass ein „o“ in einem Namen zu einem „a“ werden kann, ist in diesem Gebiet auch im Namen der Laßnitz belegbar. Die Ableitung von keltisch „Lahn(e)“ - träges Wasser
(ähnlich wie bei Lannach, Lang) beruht ebenfalls auf dem Wasserreichtum seiner Umgebung: „Lahnen“ sind durch größere Flüsse entstandene Rinnsale, Altgewässer oder verlandende Flussarme, die vor den Flussregulierungen zum Landschaftsbild der weststeirischen Täler gehörten.
Ob der Unterlauf des Langwiesenbaches einmal ein (Neben-)Arm des Stainzbaches war, ist nicht belegbar, aber auch nicht auszuschließen: Das Bett des Stainzbaches bildet westlich von Stainz einen Knick nach Norden, würde es gerade weiterlaufen, träfe es auf das Bett des Langwiesenbaches.

## Geschichte
Im 19. Jahrhundert wurde der Fluss „Trattenbach“ genannt. Von 1783 bis 1805 bildete der Bach von seiner Mündung bis kurz westlich der heutigen Radlpass-Straße die Grenze zwischen dem Grazer und dem Marburger Kreis des damaligen Herzogtums Steiermark, danach lag er ganz im Grazer Kreis. Die Kreisgrenze ist in der Landkarten der Josephinischen Landesaufnahme als zartrosa Strich neben dem Bachlauf sichtbar.